# Мургтальбан
Мургтальбан (нім. Murgtalbahn) — 58-кілометрова залізниця в Північному Шварцвальді, Німеччина.
Сполучає Раштат і Фройденштадт.
Її відкривали поетапно в 1868—1928 рр. і будували за межами Раштату та Фройденштадту.
Маршрут через вузьку долину Мург вимагав будівництва численних тунелів і мостів.
Дистанція між станціями Баїрсбронн і Фройденштадт-штадт має крутий похил, тому до 1926 року її експлуатували як зубчасту залізницю.
Навіть сьогодні цією дистанцією можуть курсувати лише локомотиви, які мають необхідний дозвіл.
Після припинення періодичних міжміських пасажирських перевезень в 1990-х роках Мургтальбан був інтегрований в мережу Karlsruhe Stadtbahn у 2002—2004 рр.
Відтоді нею керує Albtal-Verkehrs-Gesellschaft (AVG), використовуючи свій парк трамваїв.
У Фройденштадті вони зустрічаються з послугами Ortenau-S-Bahn (OSB), потяги якої курсують Кінцигтальбаном до Оффенбурга.

## Історія
Лінію будували 60 років через складний рельєф долини Мургу, необхідні численні інженерні роботи та той факт, що нижня долина Мургу належала Великому Герцогству Баден, тоді як верхня долина Мургу належала Королівству Вюртемберг.
Це перешкоджало єдиному підходу до довгострокового планування.
Тож спочатку місцеві інтереси в нижній долині Мургу призвели до початку будівництва Мургтальбану.
За декілька десятиліть залізницю побудували між Раштатом і Фройденштадтом, починаючи з двох відгалужень на кожному кінці, поки не вдалося побудувати останню дільницю на колишньому кордоні — між Кіршбаумвазеном і Шенмюнцахом.

### Компанія Мургтальбан (1868—1894)
Століттями торгівля деревиною в долині Мургу залежала від сплаву до середини ХІХ століття, коли обробка деревини дедалі більше переходила на продукти вищої вартості, які не можна було транспортувати на плотах, включно зі залізничними шпалами.
Особливо дорогим було будівництво доріг у вузькій долині Мургу. Оскільки сусідній Вюртемберг в 1860-х роках уже планував будівництво Енцтальбану і Нагольдтальбану, місцева лісова промисловість побоювалася втрати конкурентоспроможності.
Це довело, що долині потрібне ефективне транспортне сполучення через власну залізницю.
Однак Державна залізниця Великого Герцогства Баден не була зацікавлена в будівництві такої залізниці на той час, оскільки її фінансові ресурси були вичерпані будівництвом основних магістральних ліній.
Приватна залізнична компанія Murgthal-Eisenbahn-Gesellschaft заснована в 1867 році, в основному за ініціативою гернсбахського лісовиробника Казимира Рудольфа Каца, з метою будівництва залізниці від Раштата до Гернсбаха.
Після отримання концесії на лінію, будівництво розпочалося 19 серпня 1868 року.
Через дев'ять місяців, 31 травня 1869 року, 15-кілометрову лінію урочисто відкрили.
Лінію експлуатувала Державна залізниця Бадена від імені компанії Мургтальбан.
Будівництво залізниці в нижній долині Мургу прискорило промислову революцію навколо міст Гаггенау та Гернсбах.
Чавуноробний завод Гаггенау, відкритий в 1873 році, був першим великим промисловим підприємством у окрузі.
Далі вище за течією з 1880-х років розвинувся центр виробництва паперу зі створенням кількох заводів, завдяки значним ресурсам лісу та води. Незабаром промислові компанії попросили продовжити лінію на південь від Гернсбаха.
Спочатку розглядалося розширення лінії як кінної залізниці, але проєкт зазнав невдачі через брак фінансування.
Лише в 1888 році нова ініціатива мала успіх.
Після надання ліцензії та будівництва залізничних споруд 1 травня 1894 року введено в експлуатацію розширення від Гернсбаха до Вайзенбаха.
Лінія знову належала компанії Мургтальбан і експлуатувалася Державними залізницями Бадена.

### Будівництво державних залізниць Вюртемберга і Бадена (1894—1919)
Фройденштадт, який розташований високо над верхньою долиною Мург, в 1879 році отримав сполучення зі Штутгартом із завершенням будівництва Гаубана, частини Вюртемберзької залізничної мережі.
Через складні топографічні умови станція Фройденштадт-Головний, розташована досить далеко на південь від центру міста.
Щоб покращити інтеграцію Фройденштадта та краще обслуговувати верхню долину Мург, парламент Вюртемберга вирішив в 1898 році побудувати залізницю від Фройденштадт-Головний через Баїрсбронн до Райхенбахського монастиря.
Через велику різницю у висоті між Фройденштадтом і Баїрсбронном прокладання лінії було складним.
Нарешті, дистанцію Фройденштадт-Головний — Фройденштадт-штадт — Баїрсбронн відкрили з максимальним ухилом до 5,0 відсотків як зубчасту залізницю з використанням системи Ріггенбаха-Клозе.
Для обмеження витрат споруди станцій будували за різними типами типових проєктів.
Королівські Вюртемберзькі державні залізниці почали роботу до Клостеррайхенбаха 20 листопада 1901 року.
1 липня 1904 року державні залізниці Великого герцогства Баден перебрали в управління нижню залізницю долини Мург від компанії Мургтальбан, таким чином право власності та операції тепер були інтегровані.
За рішенням парламенту Бадена завершити будівництво залізничної мережі в 1900 році створили основу для подальшого будівництва Мургтальбану.
Це передбачало продовження Мургтальбану від Вайзенбаха до кордону.
Однак вирівнювання маршруту виявилося складним через топографію: шестикілометрова дільниця від Вайзенбаха до Форбаха вимагала будівництва семи тунелів, трьох великих мостів і великих земляних робіт.
14 червня 1910 року після трьох років будівництва ввели в експлуатацію дільницю Вайзенбах — Форбах, а 4 травня 1915 року відкрили дільницю до Раумюнцаха.
Завершенню будівництва лінії до кордону завадила Перша світова війна.

### Закриття розриву Deutsche Reichsbahn
Хоча пропозицію про безперервний Мургтальбан від Раштата до Фройденштадта в Бадені висловили досить рано, Вюртемберг ставився до ідеї досить негативно, оскільки був страх, що трафік із Північного Шварцвальду прямуватиме до Карлсруе, тоді як вантажні перевезення і пасажири в основному прямували залізницею до Штутгарта.
Після завершення переговорів щодо проєктування та будівництво залізниці та регулювання транскордонних залізничних операцій, Вюртемберг нарешті погодився на безперервний Мургтальбан.
Проте ратифікацію цього договору відклали до 1912 року.
Розрив планувалося закрити в 1916 році.
Однак, попри підписання контрактів, будівельні роботи на Вюртемберзькій дільниці не розпочалися.
Заснування Deutsche Reichsbahn в 1920 році подолало конфлікт інтересів між Баденом і Вюртембергом — це сприяло тому, що відсутню проміжну дистанцію між Раумюнцахом і Клостеррайхенбахом нарешті здали в експлуатацію 13 липня 1928 року.
Це уможливило рух поїздів з Раштату до Фройденштадта, зі зміною локомотива, через крутизну лінії у Фройденштадті.
Будівництво греблі Шварценбах у 1922—1926 рр. призвело до збільшення трафіку на станції Раумюнцах, оскільки матеріали доставлялися за допомогою легкої залізниці від станції Раумюнцах.

### Друга світова війна
На початку Другої світової війни Мургтальбан не зазнав пошкоджень.
Лише після просування фронту у вересні 1944 року кілька атак винищувачів-бомбардувальників і артилерії спричинили пошкодження та закриття ліній, в основному вразивши станцію Раштат.

Атака на Фройденштадт наприкінці 1944 року серйозно пошкодила залізничні споруди на південній кінцевій станції та повністю зруйнувала станцію Фройденштадт.
Однак найбільшої шкоди Мургтальбану завдали не союзники, а німецькі війська, що відтупали у квітні 1945 року, коли вони зруйнували мости через Мург у Вайзенбаху, Лангенбранді та Форбаху та віадук Крістофсталь.
Після війни зруйновані мости та лінію відновлювали п'ять років.
Спочатку, потяги могли курсувати лише між Раштатом і Вайзенбахом.
Наприкінці 1945 року між Раумюнцахом і Баїрсбронном створили додаткове маршрутне сполучення.

Після відновлення мостів через Мург у Вайзенбаху та Лангенбранді сполучення на лінії між Вайзенбахом і Форбахом відновили в липні 1947 року.
Розрив між Форбахом і Раумюнцахом закрили в листопаді 1947 року.
Рух до станції Фройденштадт-штадт відкрито з півдня в жовтні 1948.
Наскрізний залізничний трафік Мургтальбаном запроваджено після відновлення віадука Крістофсталь 14 травня 1950 року.

### Операції Deutsche Bundesbahn після Другої світової війни

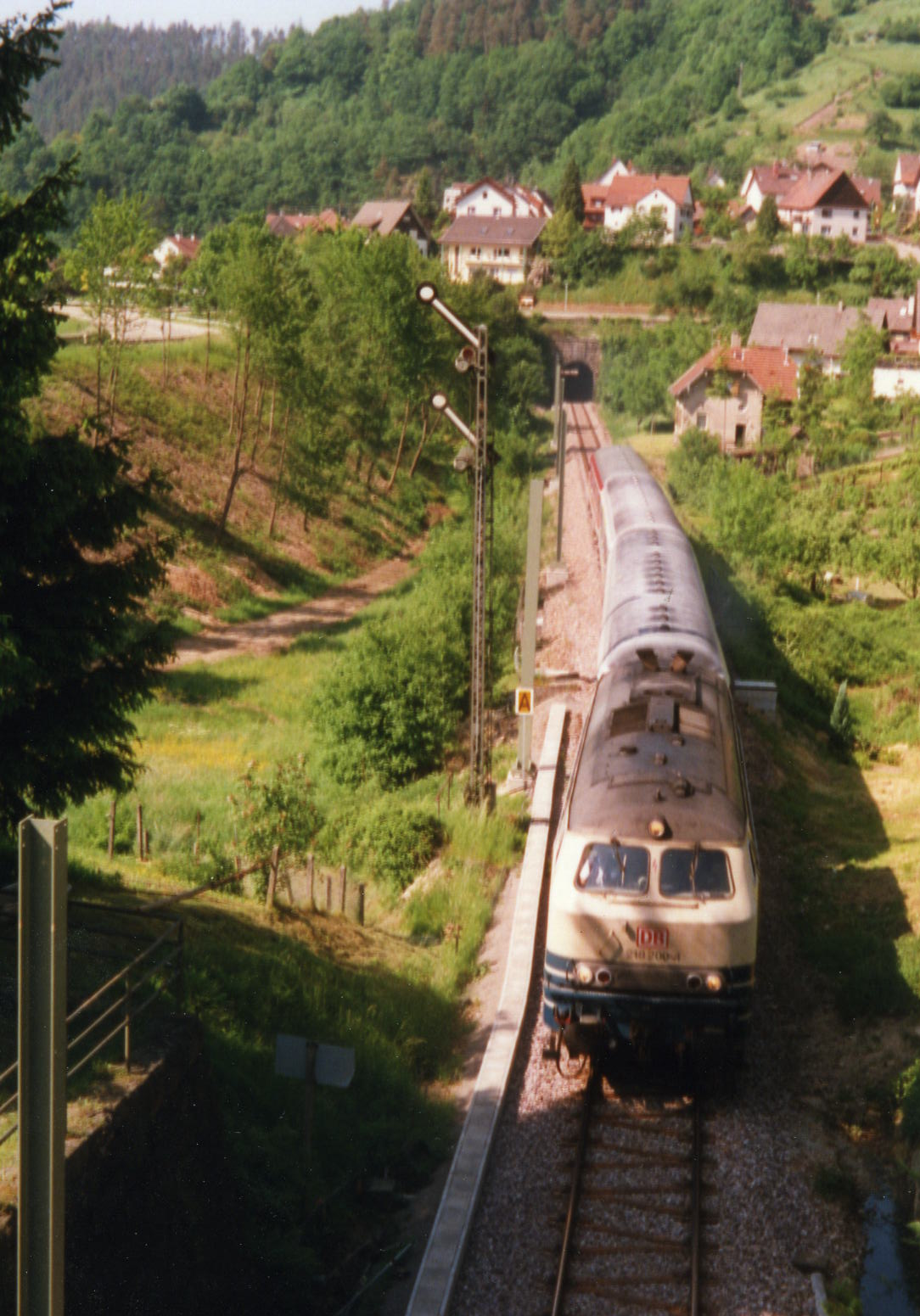
Потяг із локомотивом DB Class 218 поблизу Гаусбаха (2001)

У 1966 році паровози на Мургтальбані замінили на тепловози, що дозволило відмовитися від заміни локомотивів на крутій дистанції та призвело до прискорення обслуговування.
Це дозволило скоротити час у дорозі з приблизно двох з половиною годин на маршруті Раштат — Фройденштадт паровозом приблизно до однієї години 20 хвилин.

Економічна скрута Deutsche Bundesbahn в 1980-х роках призвела до заходів з раціоналізації.
Тому мало використовувані зупинки у Фрідріхсталі, Кіршбаумвазен, Раумюнцах і Ау були закриті, а роз'їзди в Гільперцау, Раумюнцах і Клостеррайхенбах були демонтовані.
Перш за все, паралельна федеральна магістраль 462 дедалі більше конкурувала із Мургтальбаном.

Наприкінці 1980-х років дизельні автомотриси DB Class 628 використовувалися поряд з локомотивними поїздами на Мургтальбані, але вони не були схвалені для роботи на крутій дистанції, тому могли працювати лише між Раштатом і Баїрсбронном.

Проте DMU DB Class 627 використовували для роботи між Баїрсбронном і Фройденштадтом.

У 1995 році розклад вдосконалили введенням приблизно погодинного інтервалу.
Через це DMU замінили переважно поїздами з локомотивною тягою.

Крім того, до середини 1990-х на лінії також курсували потяги Schnellzug або InterRegio.

### Модернізація та переведення на пасажирський трафік

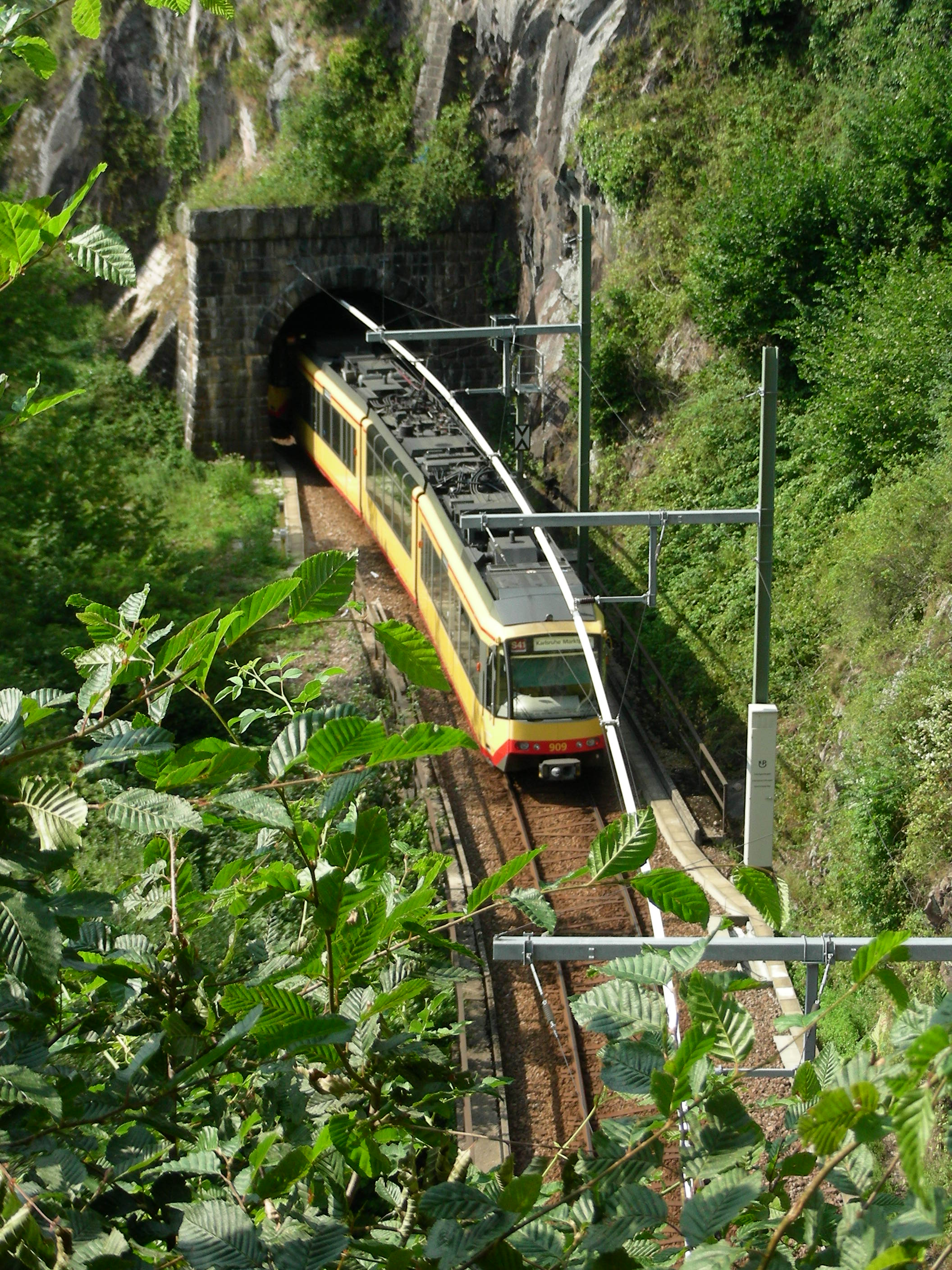
Будівництво контактних ліній у численних тунелях вимагало особливих технічних рішень: стельовий провідник між тунелем Штіля та тунелем Раппена.

Попередні пропозиції щодо інтеграції Мургтальбану із Karlsruhe Stadtbahn були розроблені на початку 1990-х років.
Оскільки вісь Мургтальбану проходить по центру через поселення Мург, існувала велика кількість потенційних пасажирів, які не користувалися наявними нерозвиненими залізничними послугами.
За політичної підтримки сільських округів Раштату і Фройденштадту Albtal-Verkehrs-Gesellschaft орендувала Мургтальбан у Deutsche Bahn до 2000 року та модернізувала її в наступні роки для трафіку штадтбана.
Реконструкція містила електрифікацію лінії в системі 15 кВ змінного струму 16,7 Гц, будівництво між Куппенгаймом і Бад-Ротенфельсом, будівництво або реконструкцію роз'їздів у Гердені, Гілперцау, Лангенбранді, Раумюнцаху та Хезельбаху, будівництво 14 нових станцій та модернізація наявних станцій, заміна систем сигналізації та безпеки та відновлення мостів і тунелів.
Під час електрифікації дистанцій тунелю вперше в Німеччині на відкритій лінії встановили повітряну провідну рейку.
Цю рейку можна підтримувати щоглами за межами тунелю, щоб кількість необхідних щогл могла бути значно зменшена.
Всього в інфраструктуру інвестували 53 мільйони євро.
15 червня 2002 року штадтбан розпочав роботу в нижній долині Мург між Раштатом і Раумюнцахом.
Раумюнцах тимчасово став пересадочною станцією.
Дистанцію до Фройденштадт-штадт переобладнали 14 грудня 2003 року, а іншу дистанцію до Фройденштадт-Головний — 20 травня 2004 року.
Послуги штадтбану дозволили запровадити додаткові послуги та скоротити час у дорозі.
Час в дорозі експрес-поїздом штадтбану між Раштатом і Фройденштадтом займав лише 67 хвилин.
У результаті кількість пасажирів значно зросла: до реновації Мургтальбаном подорожувало близько 2700 пасажирів у будні, тоді як у 2009 році в будні було майже 13 000 пасажирів.

Концепція розкладу штадтбану передбачала 60-хвилинний інтервал між центром міста Карлсруе, Раштатом і Фройденштадтом, які курсували як лінія S41 до 2016 року, а потім як лінія S8.
У годину пік трафік штадтбану в нижньому Мургталі змінили до 30-хвилинного інтервалу на лінії S31 (з 2016 року на лінії S81) між Карлсруе-Головний, Раштатом і Форбахом.
Крім того, експреси курсують кожні 120 хвилин між Карлсруе-Головний та Фройденштадтом — лінія S31, а з 2016 року — лінія S81. Використовувалися двосистемні легкорейкові транспортні засоби типу GT8-100C/2S, GT8-100D/2S-M та ET 2010, хоча через те, що два інші транспортні засоби не були схвалені для крутих маршрутів, лише GT8-100D/2S-M можна використовувати під час поїздок до Фройденштадта.
При переході на штадтбан Мургтальбан також інтегрован в мережі місцевих транспортних асоціацій.
Між Раштаттом і Кіршбаумвазеном тарифи встановлюються Karlsruher Verkehrsverbund; між Шенмюнцахом і Фройденштадтом тарифи встановлюються Verkehrs-Gemeinschaft Landkreis Freudenstadt.
Крім того, існує перехідний тариф, так що квитки VGF приймаються до/з Форбаха.
На середину 2020-х всі пасажирські послуги на Мургтальбані обслуговуються AVG.
Він обслуговує лінію штадтбану S 31 (Оденгайм–) Карлсруе-Головний — Раштат — Фройденштадт і лінію S 41 Карлсруе-Інненштадт — Раштат — Фройденштадт — Ойтинген, причому деякі служби S31 працюють як експреси і, таким чином, час в дорозі приблизно на 25 хвилин менше.
Рухомий склад використовується, який призначений для двох електричних систем штадтбану Карлсруе (15 кВ змінного струму 16,7 Гц і 750 В постійного струму).
Потяги курсують щонайменше щогодини, а експреси — кожні дві години.
У неділю та святкові дні курсує експрес-потяг Мангайм — Фройденштадт через Карлсруе з локомотивом DB Class 111, який тягне два модернізованих n-вагони з автоматичними дверима та два звичайних n-вагони.
Вантажні перевезення здійснюються AVG тепловозами.
Два вантажні поїзди AVG Cargo курсують щодня з Карлсруе через Раштат до Мургтала.
Компанія «Lang Recycling» також здійснює кілька поїздок між Бад-Ротенфельсом і Раштатом.
На станції Бішвайєр між станціями Куппенгайм і Бад-Ротенфельс є дві важливі під'їзних колій: у Бішваєрі компанія «Kronospan» (виробництво зупинено в 2011
), і в Бад-Ротенфельсі, що обслуговує «Lang Recycling».
Ці компанії зараз є основними замовниками вантажних перевезень.

## Маршрут

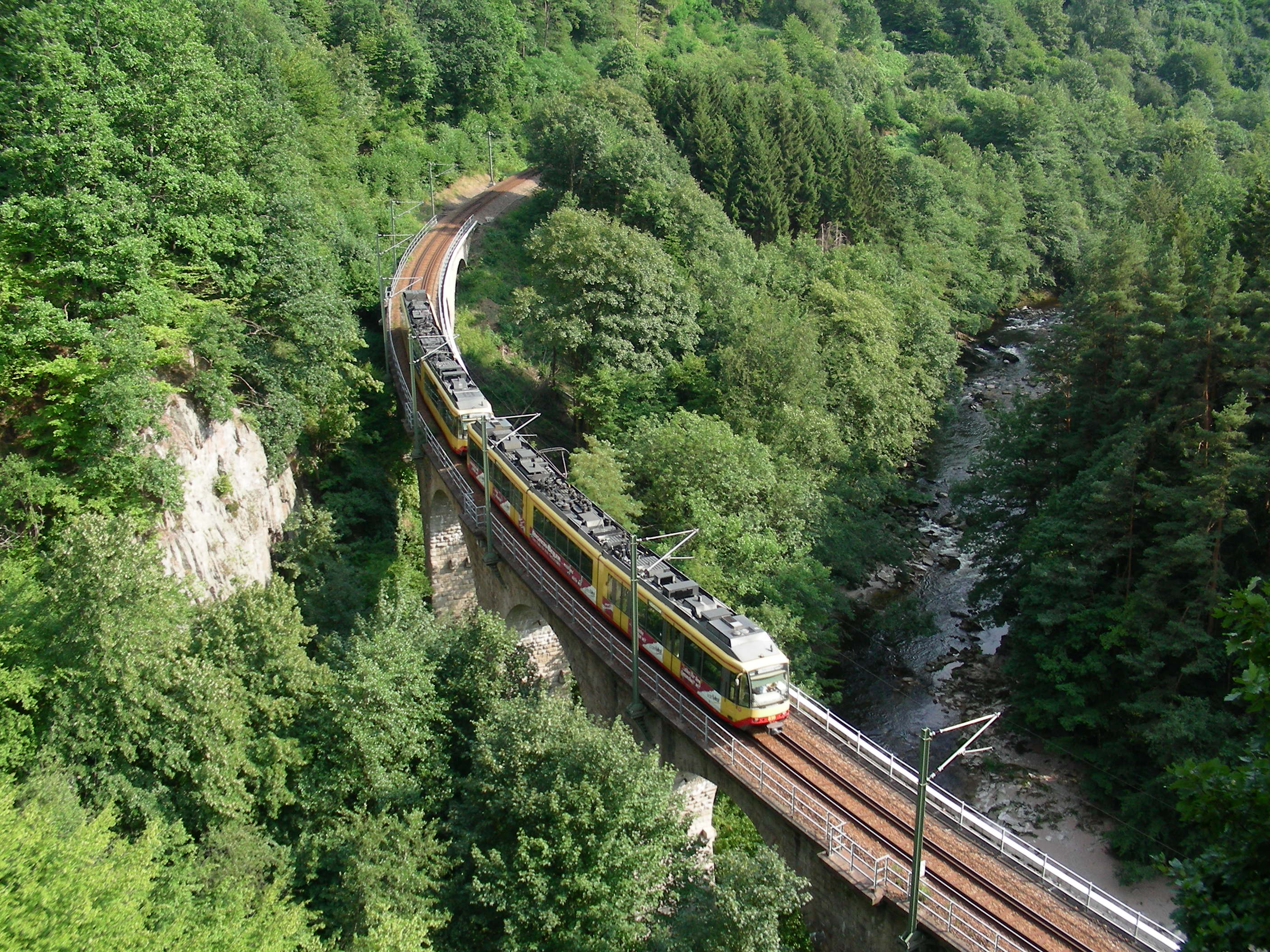
Міст Теннечлюхт між Лангенбрандом і Гаусбахом

Мургтальбан проходить через долину Шварцвальду, яка місцями утворює ущелину.
До XVIII століття середня частина була важкодоступною.
У деяких випадках залишається дуже мало місця для залізниці між Мургом і скелями.
З десятьма тунелями

вісьмома мостами та крутою дистанцією сполучення має низку технічно складних рішень.
Залізниця починається на станції Раштат і проходить від південного кінця станційної зони на схід на північному березі річки Мург через промислову зону.
Приблизно через кілометр досягає зупинного пункту Раштат-Байнле, створеного у 2002 році.
Далі залізниця перетинає поля Верхньорейнської рівнини до зупинного пункту Куппенгайм.
Звідси він виходить з Верхньорейнської рівнини і тепер прямує долиною Мург через зупинні пункти Бішваїр і Бад-Ротенфельс.
На дистанції Куппенгайма — Бад-Ротенфельс споруджено другу колію під час підготовки до відкриття штадтбану, усі інші дистанції Мургтальбану є одноколійними.
Від Бад-Ротенфельса Мургтальбан перетинає місто Гаггенау, проходячи через пристанок Бад-Ротенфельс-Вайнбреннерштрассе до триколійної станції Гаггенау.
На південь від станції Гаггенау залізниця прямує повз завод Mercedes-Benz, де є зупинка для співробітників компанії.
Далі лінія прямує долиною Мурга на південь, повз пристанки Оттенау і Герден і, нарешті, досягає станції Гернсбах, яка має кілька колій для вантажних і пасажирських перевезень.
Між пристанками Оттенау та Герден є двоколійна технічна залізнична станція з під'їздами, де можуть робити обгін затримані поїзди.
На південь від Гернсбаха розташовані пристанки Гернсбах-Мітте та Обертсрот, а також станції Гільперцау та Вайзенбах, які мають роз'їзди. Наймальовничіша і технічно складна частина Мургтальбану починається у Вісенбаху.
Поблизу Шенмюнцаха долина Мурґ звужується до ущелини, тому залізниця має пролягати по крутих схилах долини.
На цій дистанції побудувано дев'ять тунелів і п'ять віадуків.

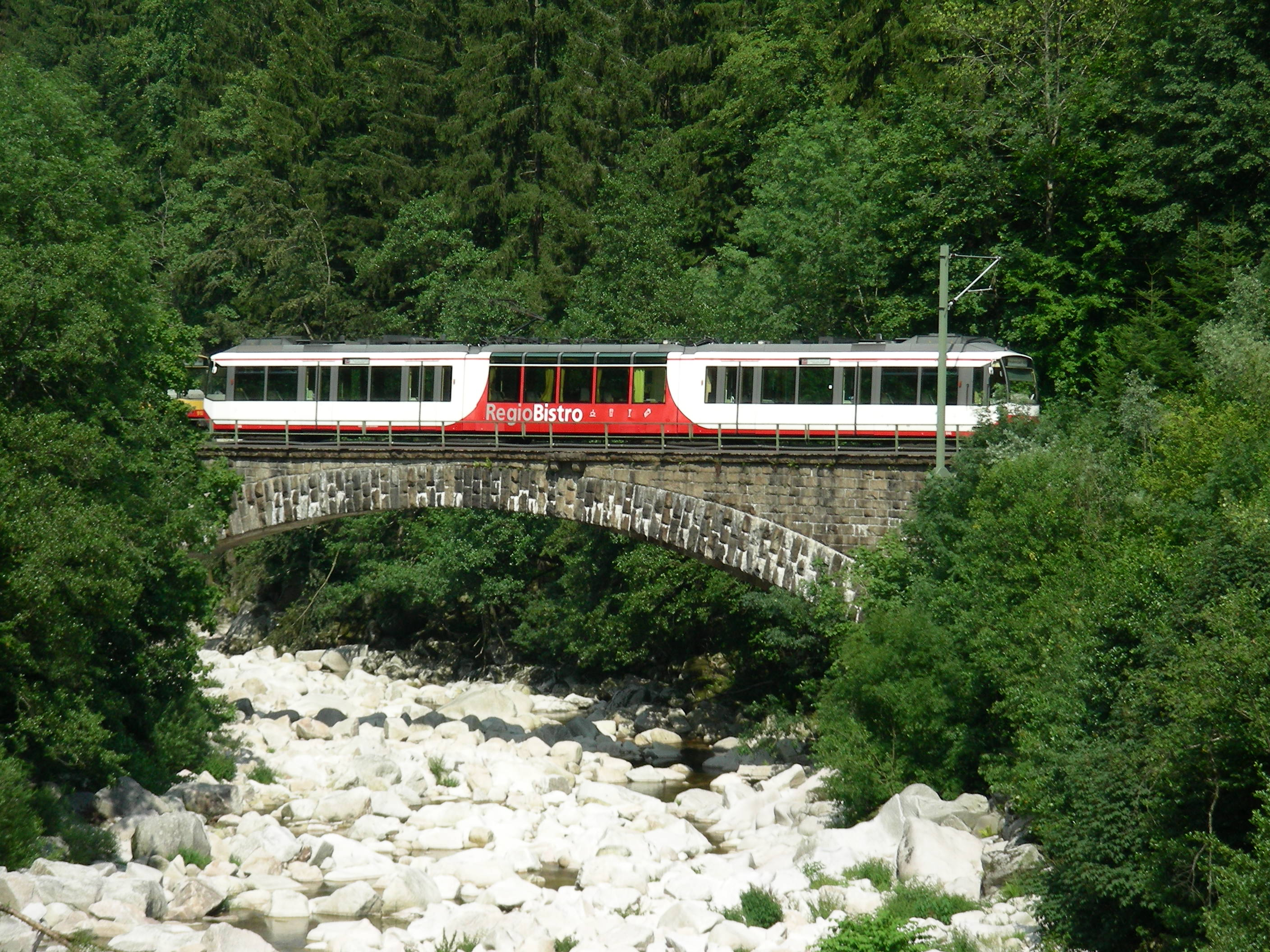
Міст через Мург біля Раумюнцаха

На південь від станції Вайзенбах лінія перетинає Мург по 76-метровому мосту зі сталевих ферм і піднімається на західний берег Мурга. Прямуючи через пристанок Ау та тунелі Фюллен і Гарт, залізниця знову перетинає Мург по мосту довжиною 127 метрів.
Спочатку його побудували як повністю цегляний арковий міст, який зруйнували під час Другої світової війни, а згодом він отримав сталеву центральну секцію, тоді як зовнішні частини цегляного мосту були збережені.
Потім залізниця досягає двоколійної станції Лангенбранд.
Далі лінія пролягає східним берегом Мурга, перетинає гірський відріг через тунель Брач і досягає величного кам'яного мосту довжиною 183 метри та висотою 27 метрів через Теннетшлухт.
Він напряму з'єднаний із тунелем Штіль, далі через тунель Раппен і тунель Гаккен, перш ніж досягти пристанку Гаусбах, відкритого у 2002 році.
Пройшовши через тунель Гаусбах, залізниця досягає станції Форбах, яка окрім двох наскрізних колій, побудованих у 2002 році, має додаткову колію для зупинки поїздів та двоколійний вагон депо.
Від Вайзенбаха до Форбаха залізниця має подолати підйом 123,5 метрів, що відповідає середньому нахилу 2,0 відсотки.

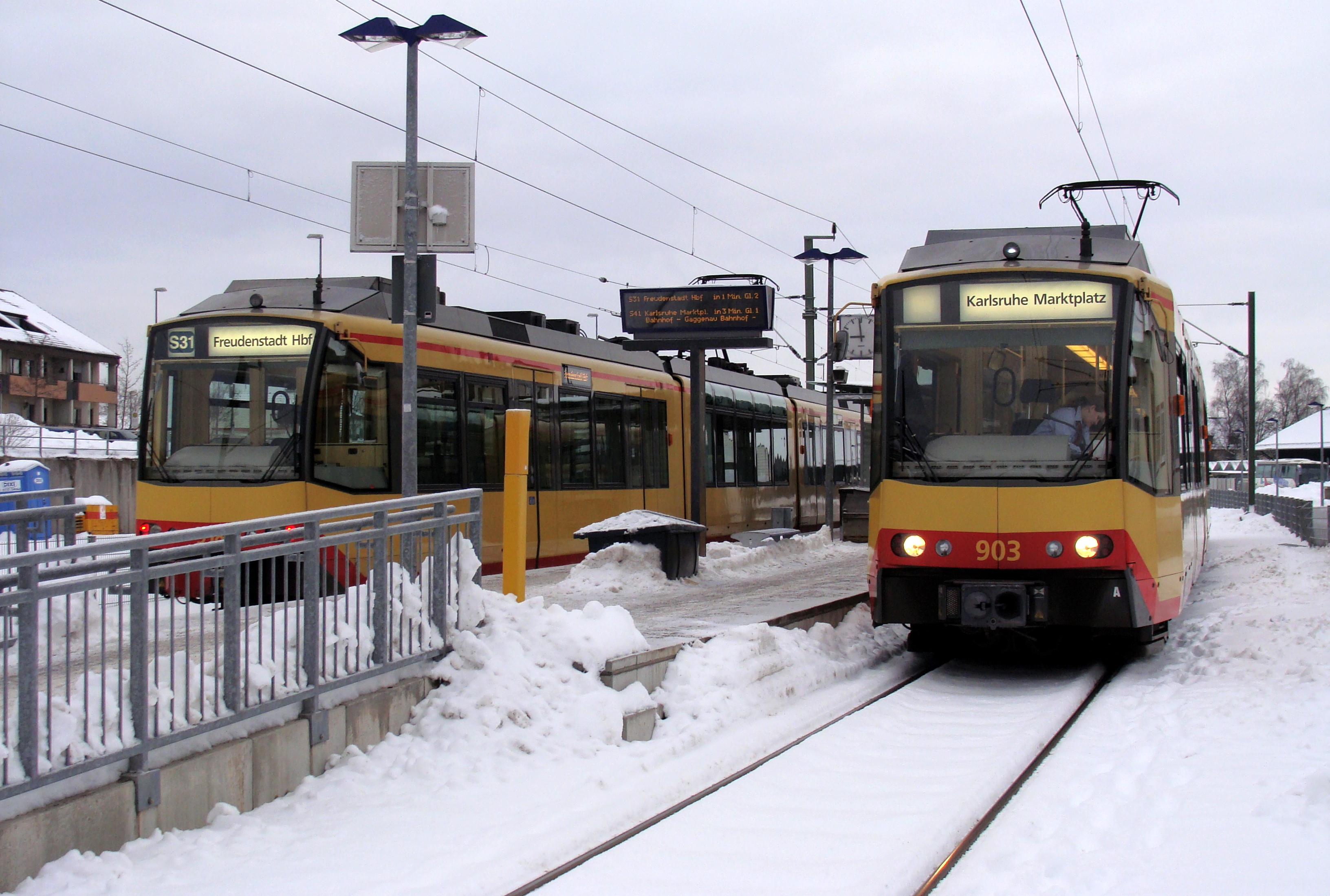
Станція Фройденштадт-штадт є найвищою точкою Мургтальбану

На південь від Форбаха лінія піднімається до станції Шенмюнцах на десятикілометровій дистанції, яка пролягає через майже безлюдну лісисту місцевість.
Станція Раумюнцах і зупинка Кіршбаумвазен майже виключно використовуються як відправні точки для прогулянок на човні.
Станція Раумюнцах також має експлуатаційне значення як роз'їзд.
На південь від Форбаха і поблизу Раумюнцаха Мургтальбан перетинає Мург по мостах.
У той час як кам'яний міст у Форбаху було зруйновано під час Другої світової війни та перебудовано як сталеву фермову конструкцію, міст у Раумюнцаху все ще є цегляним склепінням.
Міст Голдерек біля Форбаха, з трьома кам'яними арками вважався найважливішою спорудою на маршруті, був зруйнований під час Другої світової війни.
Сталева ферма довжиною 144 м, зведена на її місці як тимчасове рішення в 1947 році, існує досі.

Проте, менший міст біля Раумюнцаха зберігся як цегляний склепінчастий міст.
На південь від кожного з двох мостів є тунелі: тунель Гаулер, найдовший тунель на Мургтальбані довжиною 364 м, і тунель Шпільрайн.
Колишній кордон Баден-Вюртемберга перетинає Мургтальбан між Кіршбаумвазеном і Шенмюнцахом.
На південь від Шенмюнцаха залізниця проходить через пристанки Шварценберг, Гузенбах і Рет, нещодавно споруджений роз'їзд Гезельбах, пристанки Клостеррайхенбах і Бахрсбронн-шуле та станцію Баїрсбронн.
Далі під скелястим виступом через тунель Медербуккель на південь від Шварценберга, перетинає Мург на південь від Гузенбаха та на північ від Гезельбаха.
Остання дистанція прямує від Баїрсбронна з долини Мург до найвищої точки на станції Фройденштадт-штадт, а потім знижується до Фройденштадт-Головний.
Щоб впоратися з цією різницею у висоті, залізниця піднімається з максимальним ухилом 5,0 відсотків.
Спочатку збудована як зубчаста залізниця, в 1924—1926 рр. її переобладнали на фрикційну.
Навіть сьогодні ця дистанція має особливі експлуатаційні вимоги, і тут можуть працювати лише транспортні засоби зі спеціальним дозволом.
На крутій дистанції розташовані кам'яний віадук Крістофа довжиною 84 метри та зупинки Фрідріксталь, Фройденштадт-Шульцентрум і Фройденштадт-Індустрігебіт.

## Інфраструктура

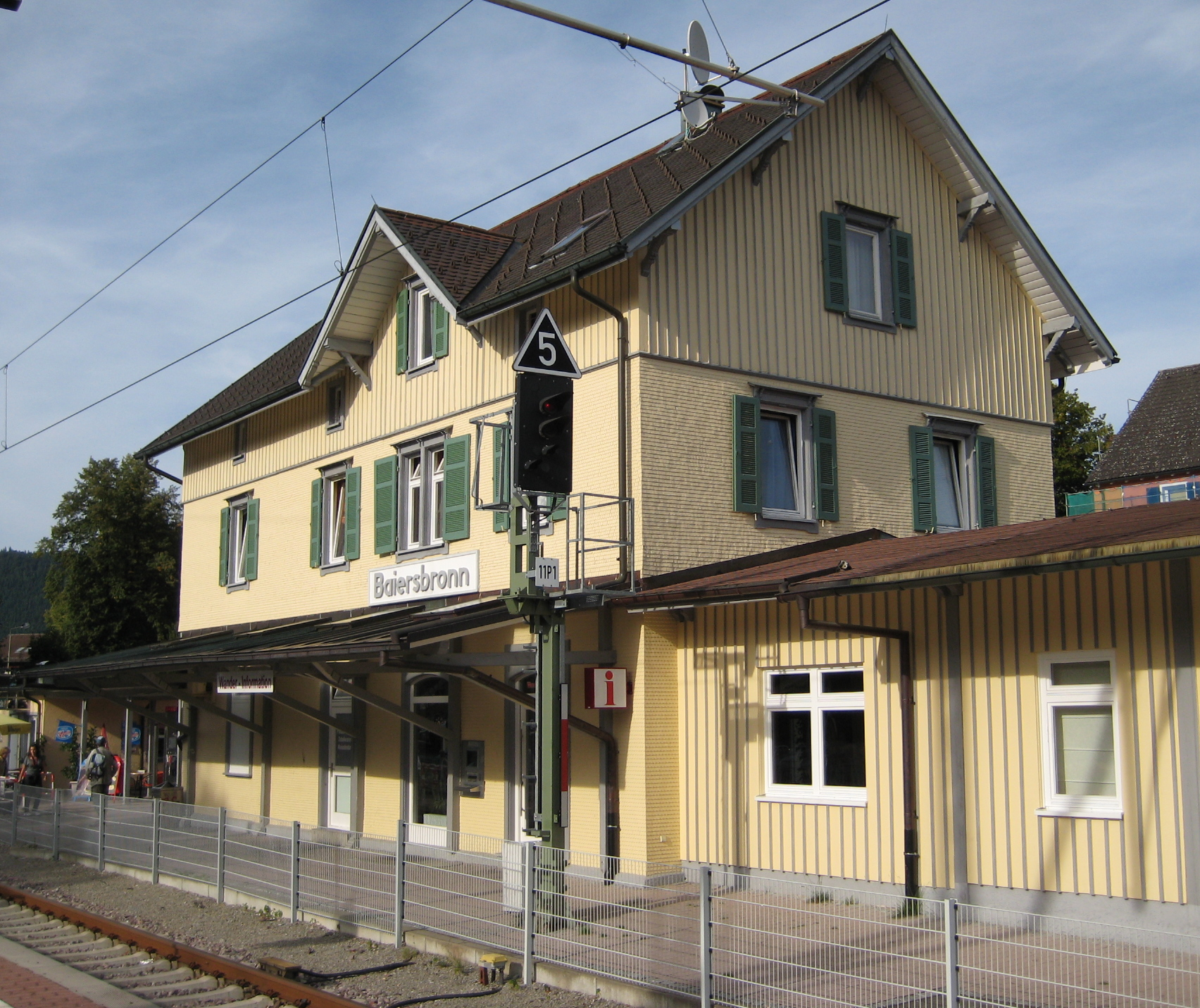
Стандартизована залізнична станція в Баєрсбронн

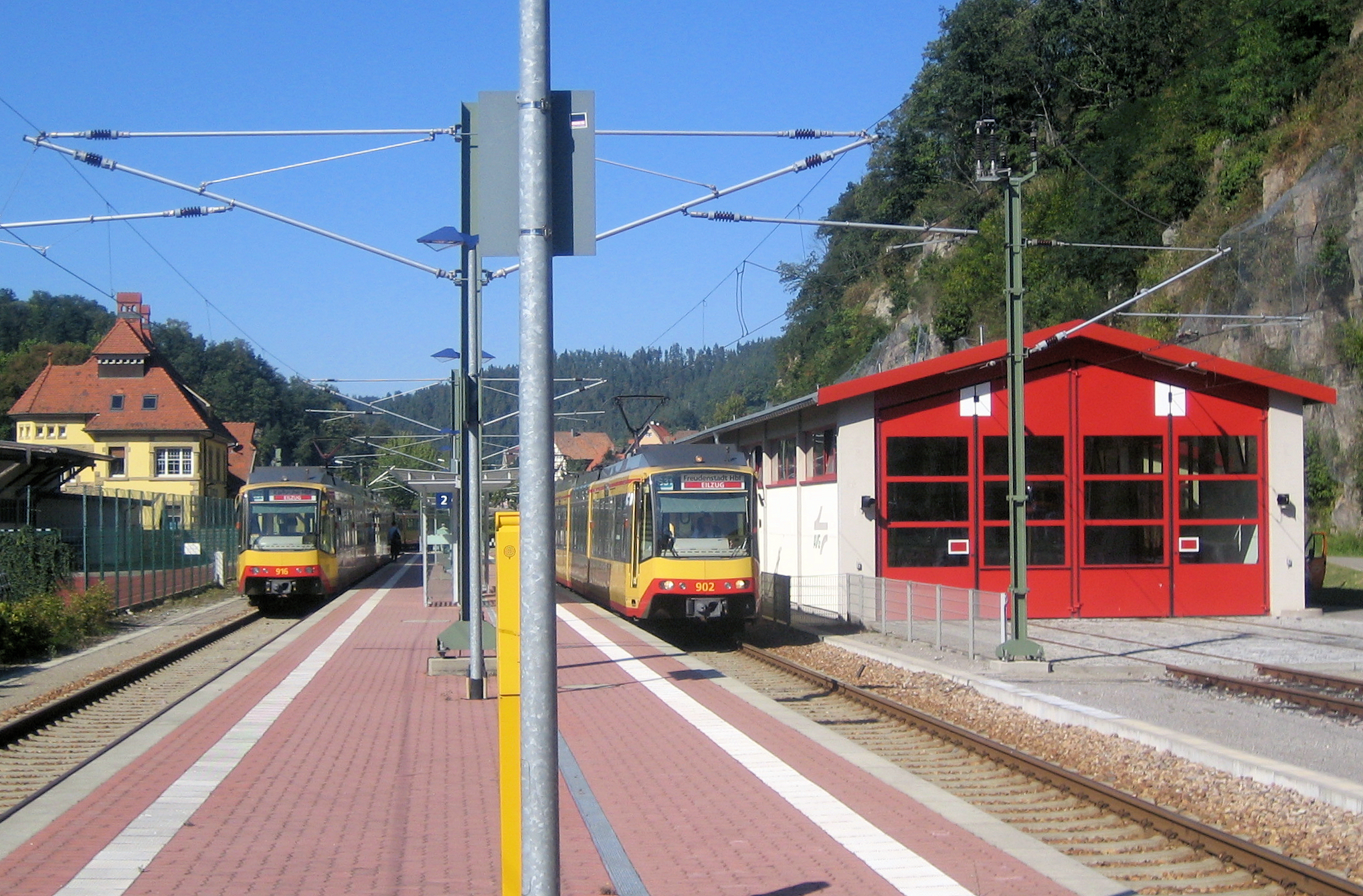
Новітні потяги на станції Форбах

Колійну інфраструктуру з 2000 року обслуговує AVG; DB Netz відповідає за станції в Раштаті та Фройденштадті.
Офіс директора з обслуговування колій розташований у Форбаху. Маршрут електрифікований і обладнаний світлофорами, якими керують централізовано з Гернсбаху.
За винятком двоколійної дистанції між Куппенгаймом і Бад-Ротенфельсом, лінія є одноколійною.
Роз'їзди знаходяться в Гаггенау, Хьорден (тільки робоча станція), Гернсбах, Гілперцау, Вайзенбах, Лангенбранд, Форбах, Раумюнцах, Шенмюнцах, Гезельбах, Байерсбронн і Фройденштадт.
Лінія експлуатується як відгалуження; швидкість коливається між дистанціями від 60 до 100 км/год.
Для крутого маршруту між Фройденштадтом і Баїрсброном існують спеціальні правила експлуатації.
Довжина станцій становить 120 м, а висота платформ — 55 см, що дає можливість рівного в'їзду вагонів.
Є під'їзні колії для вантажних перевезень для компаній «Kronospan» (Бішваєр), «Lang Recycling» (Bad Rotenfels), «Hörden timber» (на технічній станції Герден), «Mercedes-Benz» (Гаггенау), «Mayr-Melnhof» (Обертсротt), «Smurfit Kappa» (Вайзенбах) та «Stora Enso» (Лангенбранд).
Хоча «Kronospan» і «Lang Recycling» все ще регулярно обслуговуються, інші під'їзні колії закриті.
Крім того, до початку 1990-х років на південь від станції Вайзенбах існувала залізнична лінія довжиною кілька кілометрів, яка прямувала на схід від Мурга нижче тунелю Фюллен.
Лінія має власні під'їзні колії на станціях Куппенгайм, Гернсбах Шенмюнцах і Баїрсбронн.

## Рухомий склад

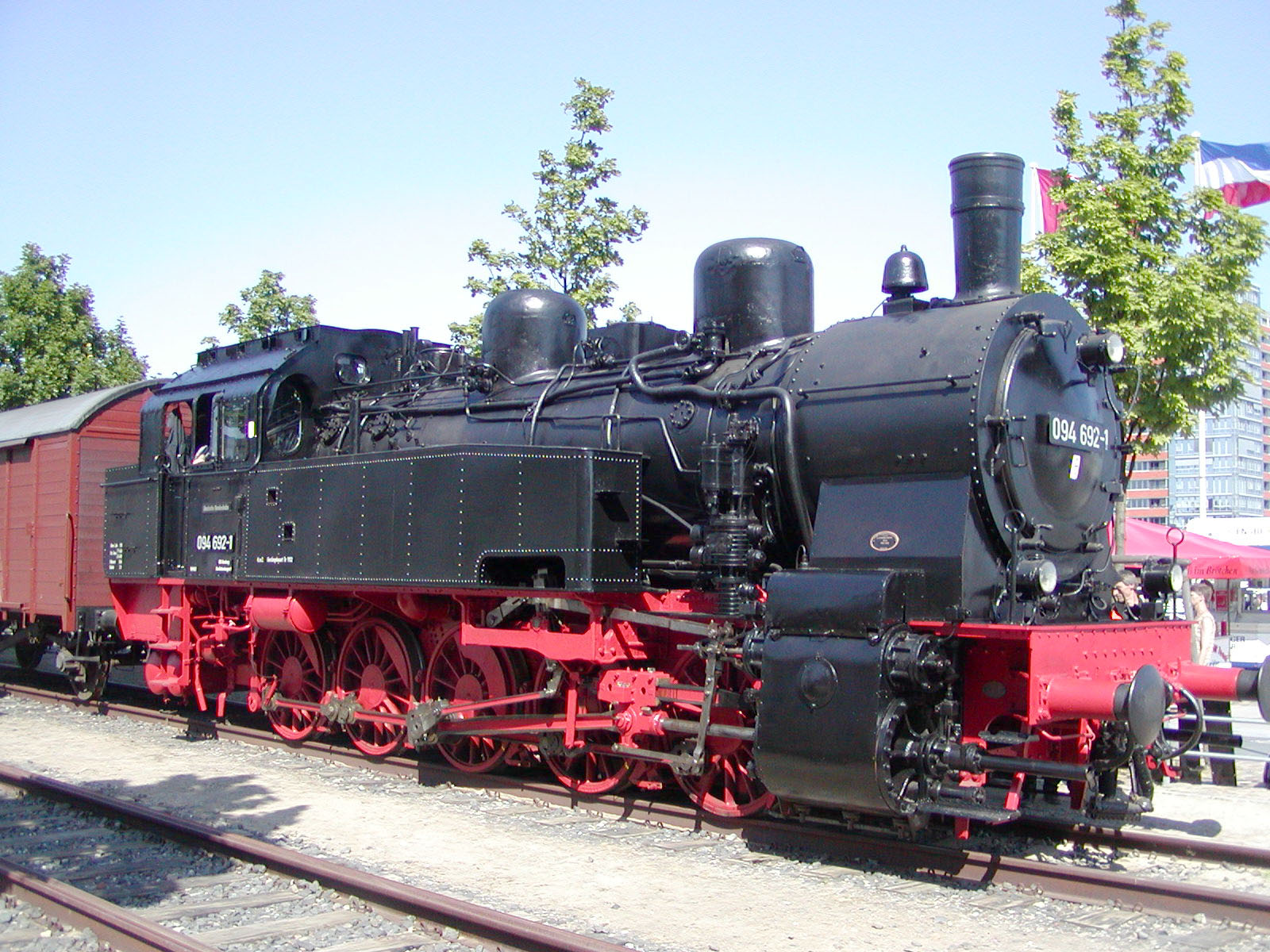
Поява прусських локомотивів класу Prussian T 16.1 з 1924 року скасувало потребу у рейковій дистанції

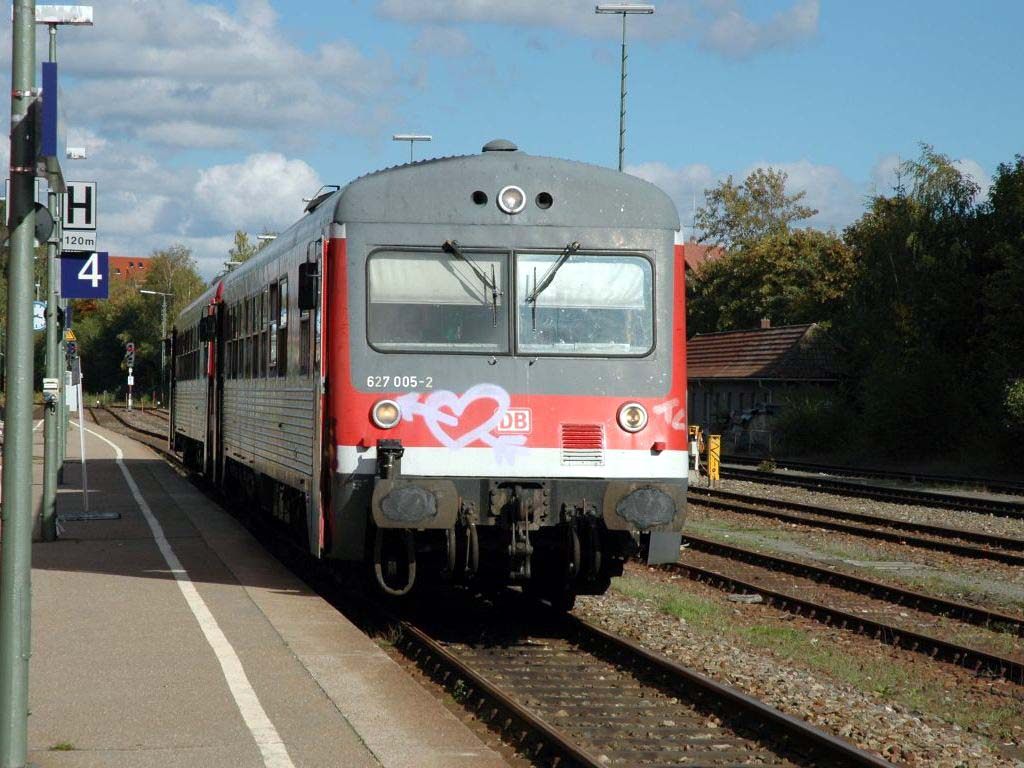
Клас 627.0 DMU (Фройденштадт, 2004)

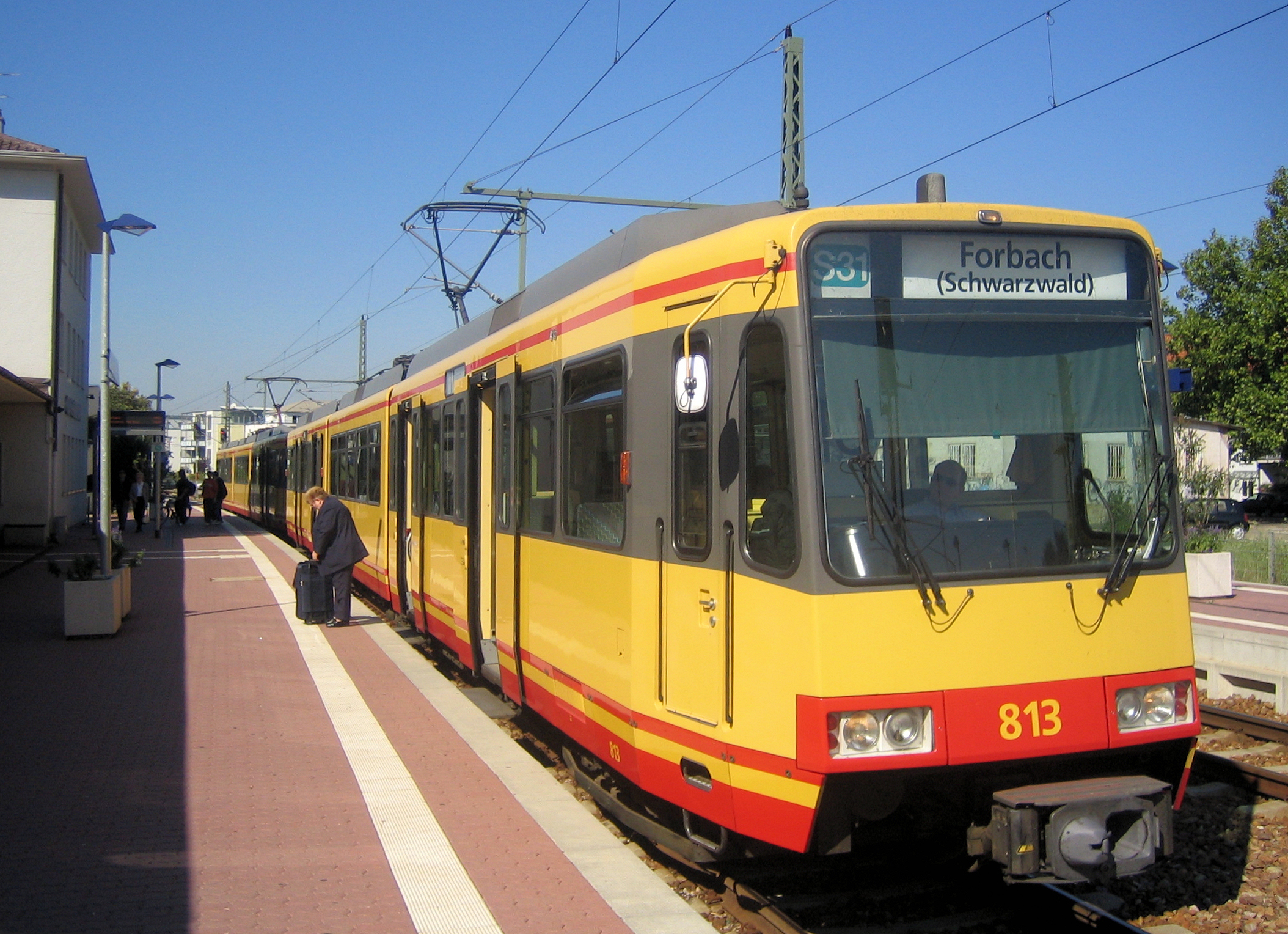
Клас GT8-100C/2S Stadtbahn EMU, орератор AVG

Рухомий склад нижньої частини Мургтальбану раніше базувався в депо Карлсруе.
Перші паровози були баденського класу V c і V b, які з 1914 року були замінені на клас VI b і VI c.

Використання цих локомотивів на Мургтальбані припинилося в 1953 (VI b) або 1961 (VI c) і вони були замінені локомотивами класу T18 для пасажирського трафіку (1959—1966).

Для вантажного трафіку локомотиви класу 50 використовувалися до 1970 року.
Локомотиви для роботи на крутих дистанціях у Фройденштадті були розташовані в депо Фройденштадта.
До 1924 року використовувалися лише зубчасті локомотиви Württemberg Fz.
Після успішних випробувань з локомотивами пруського класу Prussian T 16.1 роботи на крутих дистанціях були переведені на цей клас.
Тому до 1926 року від роботи зубчастої залізниці поступово відмовилися.
Шість локомотивів цього класу було розташовано у Фройденштадті.
З 1955 року використовувалися ще два нові локомотиви DB Class 82.
Оскільки тягова здатність паровозів на крутих дистанціях становила лише 160 тонн (клас T 16.1) або 180 тонн (клас 82), багато поїздів потребували додаткового локомотива, тобто поїзди тягнулися локомотивом спереду і штовхалися із заду.
З поставкою чотирьох рейкових автобусів класу VT 98.9 (798), здатних долати круті схили, до депо Карлсруе в 1956 році почалася ера дизельних операцій на Мургтальбані.
Однак цих чотирьох потягів було недостатньо для роботи всіх служб, тому деякі склади все ще перевозилися паровозами.
У 1966 році ситуація на Мургтальбані знову змінилася, коли десять нових локомотивів DB Class V 100 були доставлені в депо Карлсруе для трафіку на Мургтальбані; вони замінили паровози та рейкові автобуси.
Потреба у зміні локомотивів відпала.
Однак один V 100 міг перевозити лише 150 тонн вантажу на крутій дистанції, тому для сполучення з Баїрсбронна потрібні були два або три локомотиви.
Це змінилося лише після введення в експлуатацію дев'яти локомотивів DB Class 218, які були пристосовані для крутих перегонів; вони замінили локомотиви класу V 100 у 1972 році.
Завдяки максимальній вантажопідйомності 225 тонн стало можливим майже повністю відмовитися від додаткових локомотивів на крутих дистанціях.
З кінця 1980-х років на нижній дистанції аж до Баїрсбронна використовували дизельні агрегати DB Class 628.
Оскільки вони не мали дозвіл на роботу на крутій дистанції, у Байерсбронні була потрібна заміна на дизельні моторні агрегати класу DB-Baureihe 627, які також працювали в Мургтальбані з 1980-х років.
З початком роботи штадтбану обслуговування пасажирів повністю базувалося на електричних мотрисах Karlsruhe Stadtbahn класу GT8-100D/2S-M, що експлуатуються Albtal-Verkehrs-Gesellschaft, які були схвалені для крутих маршрутів у Фройденштадті.
З літа 2015 року транспортні засоби ET 2010 також отримали схвалення для крутих маршрутів, тому їх можна використовувати на Мургтальбан у будь-який час.
Потяги курсують як одинарні, так і подвійні.
У час пік або для пересадки потяги також курсують з потрійні; у цьому випадку третій вагон зазвичай від'єднують у Форбаху та паркують для наступних поїздок.
Трохи старіші вагони GT8-100C/2S іноді використовуються між Раштатом і Форбахом, але вони не схвалені для крутих маршрутів.
Автомотриси типу 1440 працюють на лініях RE40 і RB41, запроваджені у 2022 році.